# The Face (chương trình truyền hình Anh)
The Face U.K là một loạt phim truyền hình thực tế của Anh dựa trên loạt phim cùng tên của Mỹ . Nó được phát sóng trên Sky Living từ tháng 9 đến tháng 11 năm 2013. Loạt phim chứng kiến ba siêu mẫu - Caroline Winberg , Erin O'Connor và Naomi Campbell - cạnh tranh với nhau để tìm ra gương mặt mới nhất của Max Factor .
Buổi ra mắt The Face thu hút xếp hạng kém chỉ 132.000 người xem, chiếm 0,6% thị phần của các hộ gia đình Anh xem TV vào thời điểm đó, và dưới lượng khán giả trung bình của Sky Living trong cùng khung giờ - 239.000 người xem (1% thị phần) - trong khi năm trước khi chương trình được phát sóng. Vào tháng 7 năm 2014, người ta xác nhận rằng do xếp hạng kém, bộ phim đã bị trục trặc và sẽ không quay lại với loạt phim thứ hai.

## Mùa giải
| Mùa | Năm  | Quán quân   | Á quân                        | Thí sinh còn lại | Số thí sinh | Điểm đến quốc tế |
| --- | ---- | ----------- | ----------------------------- | --- | ----------- | ---------------- |
| 1   | 2013 | Emma Holmes | Eleanor Corcoran Elaine Nturo | Jessica Martin, Natalie Ward, Chloe Jasmine, Brooke Theis, Nina Strauss, Nina Sethi, Sienna King, Racquel Smith, Nadine Mendes | 12          | Paris            |

Màu biểu tượng của Huấn Luyện Viên
     Đội Caroline (Season 1)
     Đội Erin (Season 1)
     Đội Naomi (Season 1)

## Huấn luyện viên
| Huấn Luyện viên  | Mùa | Mùa |
| Huấn Luyện viên  | 1   |     |
| ---------------- | --- | --- |
| Naomi Campbell   | ✔   |     |
| Erin O'Connor    | ✔   |     |
| Caroline Winberg | ✔   |     |

- Chương trình không có host.[4]

| Huấn luyện viên  | Mùa             |
| Huấn luyện viên  | Mùa 1 (2016)    |
| Naomi Campbell   | Huấn Luyện viên |
| Caroline Winberg | Huấn Luyện viên |
| Erin O'Connor    | Huấn Luyện viên |
| ---------------- | --------------- |